# Uche Okechukwu
Uche Alozie Okechukwu (Lagos, 27 september 1967) is een Nigeriaans voormalig betaald voetballer, die vaak kortweg Uche wordt genoemd. Hij speelde voor het Nigeriaans elftal bij de WK's in '94 en '98. Overigens bezit Okechukwu ook de Turkse nationaliteit en heeft de naam Deniz Uygar gekregen. Hij speelde als centrale verdediger of libero. 

## Biografie

### Clubcarrière
In Nigeria speelde de verdediger onder andere bij Flash Flamingoes en Iwuanyanwu Nationale voordat hij naar Denemarken vertrok. In dat jaar volgde een transfer naar de Deense topper Brøndby IF samen met teammaat Friday Eliaho. Gelijk in zijn eerste seizoen en in 1991 hielp hij de club aan de landstitel. In het jaar 1992 werd hij door de fans gekozen tot beste speler van de club. In 1992 vertrok zijn landgenoot Friday naar Africa Sports uit Ivoorkust. In tegenstelling tot Uche presteerde hij slecht. 
In het seizoen 1993/1994 volgde dan een transfer naar Fenerbahçe SK. Samen met de Deen Jes Høgh, overigens oud-teamgenoot bij Brøndby, vormde hij een zeer sterk centraal duo. Okechukwu was zeer geliefd in Turkije. Zijn sympathieke vertoning en de mate waarop hij de Turkse taal sprak maakte hem de meest geliefde buitenlandse speler ooit in de Turkse competitie. Samen met zijn landgenoot Jay-Jay Okocha beschikten ze in korte tijd over de Turkse nationaliteit. Okechukwu kreeg de naam Deniz Uygar en Okocha werd Muhammed Yavuz. Na ruim negen jaar nam Okechukwu in 2002 afscheid van Fenerbahçe onder applaus van ruim 30.000 toeschouwers. De speler behaalde twee landstitels (in '96 en 2001).  
Na zijn vertrek besloot Okechukwu te gaan spelen voor stadgenoot Istanbulspor. Gelijk in zijn eerste seizoen werd hij aanvoerder. Istanbulspor was zeer tevreden met een ervaren speler als Okechukwu. Na ruim vier jaar bij Istanbulspor gespeeld te hebben, besloot Okechukwu te stoppen en keerde hij terug naar zijn vaderland.

### Interlandcarrière
Zijn debuut voor het nationaal elftal maakte hij tijdens de African Nations Cup in 1990. Deze verliep overigens teleurstellend voor Nigeria; de ploeg onder leiding van de Nederlandse bondscoach Clemens Westerhof verloor in de finale met 1-0 van gastland Algerije. Hij nam deel aan de WK's van '94 en '98. In 1994 won Okechukwu met Nigeria de African Nations Cup en speelde een succesvol WK in de Verenigde Staten.
Okechukwu won met Nigeria de gouden medaille op de Olympische Spelen van Atlanta. Hij was met zijn 28 jaar een van de twee dispensatiespelers in de Nigeriaanse selectie onder leiding van de Nederlandse bondscoach Jo Bonfrère, naast middenvelder Emmanuel Amunike (25) van Sporting Lissabon.

## Trivia
- In het seizoen 1999/00 brak hij zijn been tijdens de kraker tegen aartsrivaal Beşiktaş JK. Deze blessure kwam door een mislukte tackle van Fenerbahçe doelman Murat Şahin. Met de koelheid waarop hij zijn teamgenoten probeerde gerust te stellen en het veld verliet als of er niets aan de hand was, veroverde vele harten van voetballiefhebbers in Turkije.
- Okechukwu was ook een populaire gezicht bij de Turkse roddelbladen. Vrijwel wekelijks werd zijn naam in verband gebracht met een Turks model of zangeres.

## Erelijst
Brøndby IF
- SAS Ligaen

1991